# إيمرسون نورتن
إيمرسون نورتن (بالإنجليزية: Emerson Norton)‏ هو منافس ألعاب قوى أمريكي، ولد في 16 نوفمبر 1900 في كانساس سيتي في الولايات المتحدة، وتوفي في 10 مارس 1986 في سيمينول في الولايات المتحدة.

## وصلات خارجية
- إيمرسون نورتن على موقع أوليمبيديا (الإنجليزية)